# رايموند فيرغسون
رايموند فيرغسون (بالإنجليزية: Raymond Ferguson)‏ هو سياسي بريطاني، ولد في 16 فبراير 1941. في انتخابات الجمعية التشريعية لأيرلندا الشمالية 1982 ‏، انتخب عضو الجمعية التشريعية لأيرلندا الشمالية 1982-1986 ‏ وقد انضم خلال فترته النيابية ‏  للكتلة البرلمانية حزب ألستر الوحدوي.